# 2010 في كولومبيا
فيما يلي قوائم الأحداث التي وقعت خلال عام 2010 في كولومبيا.

## أحداث
- 12 أغسطس – زلزال الإكوادور 2010

## سياسة

### تعيين في المنصب
- 7 أغسطس – خوان مانويل سانتوس رئيس كولومبيا.

### انتهاء فترة المنصب
- 7 أغسطس – ألبارو أوريبي بيليث رئيس كولومبيا.

## رياضة
- 21 أغسطس – طواف كولومبيا 2010 الفائزون خوان اليخاندرو غارسيا  [لغات أخرى]‏، داروين أتابوما، سيرجيو هيناو، Francisco Colorado [الإنجليزية]‏، José Rujano [الإنجليزية]‏، Orgullo Paisa [الإنجليزية]‏.

## برامج ومسلسلات وأنمي
- الكارتل ..عصبة الأقوياء

## موسيقى

### أغاني
من الأغاني التي صدرت هذه السنة في كولومبيا:
- 11 مارس – واكا واكا من غناء شاكيرا.
- 1 سبتمبر – لوكا من غناء شاكيرا.